# Gariaband (Distrikt)
Gariaband ist ein Distrikt im indischen Bundesstaat Chhattisgarh.

## Lage
Der Distrikt liegt im Zentrum des Bundesstaats Chhattisgarh an der Grenze zum Bundesstaat Odisha. Er grenzt im Nordosten an den Distrikt Mahasamund, im Osten und Süden an den Bundesstaat Odisha, im Westen an den Distrikt Dhamtari und im Nordwesten an den Distrikt Raipur.  

## Geschichte
Der Distrikt wurde 2012 aus Teilen des Distrikts Raipur geschaffen. Damals spalteten sich die Kreise Bindranavagarh, Chhura, Deobogh, Mainpur und Rajim vom Distrikt Raipur ab und bildeten den neuen Distrikt Gariaband.

## Bevölkerung
Nach der Volkszählung 2011 hat der Distrikt Gariaband 597.653 Einwohner. Bei 103 Einwohnern pro Quadratkilometer ist der Distrikt recht dicht besiedelt. Der Distrikt ist dennoch ländlich geprägt. Von den 597.653 Bewohnern wohnen 557.199 Personen (93,23 %) auf dem Land und nur 40.454 Menschen in städtischen Gemeinden.
Der Distrikt Gariaband gehört zu den Gebieten Indiens, die stark von Angehörigen der „Stammesbevölkerung“ (scheduled tribes) besiedelt sind. Zu ihnen gehörten (2011) 215.986 Personen (36,14 Prozent der Distriktsbevölkerung). In den Tehsils Bindranavagarh (53.343 Menschen oder 56,11 %), Chhura (56.278 Personen oder 48,38 %) und Mainpur (64.356 Personen oder 51,74 %) sind sie überdurchschnittlich vertreten. Es gibt zudem 60.558 Dalits (scheduled castes) (10,13 Prozent der Distriktsbevölkerung) im Distrikt.

### Bevölkerungsentwicklung
Wie überall in Indien wächst die Einwohnerzahl im Distrikt Gariaband seit Jahrzehnten stark an. Die Zunahme betrug in den Jahren 2001–2011 über 17 Prozent (17,26 %). In diesen zehn Jahren nahm die Bevölkerung um 88.000 Menschen zu. Die Entwicklung verdeutlicht folgende Tabelle:

### Bedeutende Orte
Im Distrikt gibt es insgesamt laut der Volkszählung 2011 vier Orte, die als Städte (towns und notified towns) gelten. Darunter sind mit Rajim und Gariaband zwei Orte, die mehr als 10.000 Einwohner zählen.

### Bevölkerung des Distrikts nach Geschlecht
Der Distrikt hatte 2011 – für Indien unüblich – mehr weibliche als männliche Einwohner. Allerdings war das Verhältnis beider Geschlechter viel ausgeglichener als in anderen Regionen Indiens. Von der gesamten Einwohnerschaft von 597.653 Personen waren 295.851 (49,50 Prozent der Bevölkerung) männlichen und 301.802 (50,50 Prozent der Bevölkerung) weiblichen Geschlechts. Bei den jüngsten Bewohnern (83.798 Personen unter 7 Jahren) sind 42.257 Personen (50,43 %) männlichen und 41.541 Personen (49,57 %) weiblichen Geschlechts.

### Bevölkerung des Distrikts nach Sprachen
Die Bevölkerung des Distrikts Gariaband ist sprachlich geteilt. Es sprechen 448.446 Personen (75,03 % der Bevölkerung) Hindi-Sprachen und -Dialekte. Meistgesprochene Sprache ist Chhattisgarhi, eine Östliche Hindi-Sprache. Diese stellt in den Tehsils Bindranavagarh, Chhura und Rajim die Bevölkerungsmehrheit. Im Tehsil Mainpur (54.367 Personen oder 43,71 %) liegt sie gleichauf mit Odia. In den beiden Tehsils Deobogh (75.868 oder 80,53 %) und Mainpur (53.660 Personen oder 43,17 %) ist Odia weitverbreitet. Zu dieser Sprache rechnen sich rund 23 % der Gesamtbevölkerung. Eine bedeutende Minderheitensprache im Distrikt ist zudem Khari Boli/Hindi, das in den Tehsils Deobogh (9977 Personen oder 10,59 %) und Mainpur (9822 Personen oder 7,90 %) am stärksten ist. Die weitverbreitetsten Sprachen zeigt die folgende Tabelle:
| Jahr                                   | Chhattisgarhi | Chhattisgarhi | Hindi  | Hindi | Marathi | Marathi | Munda | Munda | Odia    | Odia  | Sindi | Sindi | Urdu | Urdu | Total   | Total    |
| Jahr                                   | Zahl          | %             | Zahl   | %     | Zahl    | %       | Zahl  | %     | Zahl    | %     | Zahl  | %     | Zahl | %    | Zahl    | %        |
| -------------------------------------- | ------------- | ------------- | ------ | ----- | ------- | ------- | ----- | ----- | ------- | ----- | ----- | ----- | ---- | ---- | ------- | -------- |
| 2011                                   | 415.250       | 69,48         | 30.499 | 5,10  | 614     | 0,10    | 954   | 0,16  | 137.150 | 22,95 | 303   | 0,05  | 392  | 0,07 | 597.653 | 100,00 % |
| Quelle: Ergebnis der Volkszählung 2011 |               |               |        |       |         |         |       |       |         |       |       |       |      |      |         |          |

### Bevölkerung des Distrikts nach Bekenntnissen
Fast alle Einwohner sind Anhänger des Hinduismus. In den Tehsils sind zwischen 97,51 und 99,18 % der Bewohner Hindus. Die genaue religiöse Zusammensetzung der Bevölkerung zeigt folgende Tabelle:
| Jahr                                   | Buddhisten | Buddhisten | Christen | Christen | Hindus  | Hindus | Jainas | Jainas | Muslime | Muslime | Sikhs | Sikhs | Andere Religionen | Andere Religionen | keine Angaben | keine Angaben | Total   | Total    |
| Jahr                                   | Zahl       | %          | Zahl     | %        | Zahl    | %      | Zahl   | %      | Zahl    | %       | Zahl  | %     | Zahl              | %                 | Zahl          | %             | Zahl    | %        |
| -------------------------------------- | ---------- | ---------- | -------- | -------- | ------- | ------ | ------ | ------ | ------- | ------- | ----- | ----- | ----------------- | ----------------- | ------------- | ------------- | ------- | -------- |
| 2011                                   | 110        | 0,02       | 554      | 0,09     | 588.680 | 98,50  | 255    | 0,04   | 5459    | 0,91    | 144   | 0,02  | 2062              | 0,35              | 389           | 0,07          | 597.653 | 100,00 % |
| Quelle: Ergebnis der Volkszählung 2011 |            |            |          |          |         |        |        |        |         |         |       |       |                   |                   |               |               |         |          |

## Bildung
Dank bedeutender Anstrengungen steigt die Alphabetisierung. Sie ist dennoch noch weit weg vom Ziel der kompletten Alphabetisierung. Typisch für indische Verhältnisse sind die starken Unterschiede zwischen Stadt und Land sowie den Geschlechtern. Beinahe neun von zehn Männern in den Städten können lesen und schreiben – aber nur knapp mehr als die Hälfte der Frauen auf dem Land.
| Alphabetisierung im Distrikt Gariaband |                   |                   |
| Einheit                                | Volkszählung 2011 | Volkszählung 2011 |
| Einheit                                | Anzahl            | Anteil            |
| GESAMT                                 | 350.763           | 68,26 %           |
| Männer                                 | 203.844           | 80,38 %           |
| Frauen                                 | 146.919           | 56,45 %           |
| STADT GESAMT                           | 28.980            | 81,99 %           |
| Stadt-Männer                           | 15.650            | 89,51 %           |
| Stadt-Frauen                           | 13.330            | 74,64 %           |
| LAND GESAMT                            | 321.783           | 67,25 %           |
| Land-Männer                            | 188.194           | 79,71 %           |
| Land-Frauen                            | 133.589           | 55,11 %           |
| Quelle: Ergebnis der Volkszählung 2011 |                   |                   |

## Verwaltungsgliederung
Der Distrikt war bei der letzten Volkszählung 2011 in die fünf Tehsils (Talukas) Bindranavagarh, Chhura, Deobogh, Mainpur und Rajim aufgeteilt und gehörte damals noch zum Distrikt Raipur in der Division Raipur.